# Chester Nimitz
Chester William Nimitz (Fredericksburg, Teksas, 24. veljače 1885. – Otok Yerba Buena, Kalifornija, 20. veljače 1966.) bio je admiral flote Američke ratne mornarice te je odigrao važnu ulogu u američkim pomorskim operacijama tijekom Drugog svjetskog rata kao vrhovni zapovjednik Tihooceanske flote. Od 1939. godine zapovijedao je Navigacijskijim uredom Američke ratne mornarice i imao potpunu nadležnost nad podmornicama, a od 1945. do 1947. godine bio je glavni zapovjednik pomorskih operacija. Nimitz je ujedno bio i posljednji živući admiral flote Američke ratne mornarice.

## Rani život i obrazovanje
Nimitz, inače njemačkog podrijetla, rođen je kao sin Anne Josephine (Henke) i Chestera Bernharda Nimitza 24. veljače 1885. godine. Njegov boležljivi otac umire 14. kolovoza 1884. godine, šest mjeseci prije Nimitzova rođenja. Najveći utjecaj na mladog Nimitza imao je njegov djed, Charles Henry Nimitz, bivši mornar njemačke trgovačke flote i sudionik Američkog građanskog rata. Naučio ga je da je more kao i život, izuzetno surovo. Najbolji način da uspiješ je taj da naučiš najviše što možeš i daš sve od sebe te ne brineš previše, posebice o onim stvarima na koje ne možeš utjecati.
Prvotno se Nimitz prijavljuje na West Point u nadi da postane časnik američke vojske, međutim nije bilo slobodnih mjesta. Uskoro, kongresnik James L. Slayden izjavljuje kako je preostalo još jedno mjesto na mornaričkoj akademiji i da će ono biti dodijeljeno najboljem kandidatu. Nimitzu je to posljednja prilika za nastavak školovanja i svjestan toga, ulaže dodatne napore ne bi li osigurao to mjesto. Primljen je 1901. godine, a diplomirao 30. siječnja 1905. godine kao sedmi u generaciji od 114.

## Vojna karijera

### Počeci
Pridružio se bojnom brodu Ohio u San Franciscu i zaputio se prema Dalekom istoku. U rujnu 1906. godine, prebačen je na krstaricu Baltimore i 31. siječnja 1907. godine, nakon dvije godine na moru, promaknut je u čin nadnarednika. Ostavši stacioniran u Aziji, služio je na bojnom brodu Panay, razaraču Decatur i krstarici Denver. Razarač Decatur, sada pod Nimitzovim vodstvom, 7. srpnja 1908. godine nasukava se na pješčanu barijeru.
Njegovo izvlačenje trajalo je do sutradan, a Nimitz je primoran izaći pred vojni sud gdje ga optužuju za nemar tijekom dužnosti. U konačnici, izdan mu je službeni prijekor u obliku pisma. Ubrzo se vraća u SAD gdje preuzima vodstvo nad USS Rangerom, koji je prenamijenjen za školsku obuku. U siječnju 1909. godine započinje obuku u prvoj podmorničkoj flotili, a u svibnju iste godine dano mu je zapovjedništvo nad flotilom uz dodatno zapovijedanje USS Plungerom. Kasnije je još zapovijedao USS Snapperom i USS Narwhalom.
Od 10. listopada 1911. godine dodijeljeno mu je i zapovjedništvo nad 3. podmorničkom divizijom torpedne flote Atlantik, a u studenom iste godine djelovao je kao savjetnik u remontu podmornice USS Skipjack, kasnije preimenovana u E-1. Tijekom plovidbe na bojnom brodu Tonopah, 20. ožujka 1912. godine, spasio je vatrogasca od sigurnog utapanja i za taj čin dobio srebrno odlikovanje za spašavanje života. Nakon zapovijedanja Atlantskom podmorničkom flotilom od svibnja 1912. do ožujka 1913. godine, nagledao je proizvodnju dizel motora za tanker Maumee u Connecticutu.

### Prvi svjetski rat
Tijekom ljeta 1913. godine, Nimitz je, uz dobro poznavanje njemačkog, proučavao dizel motore u Nürnbergu i Gentu. Nakon povratka u SAD, nastavio je s nadgledanjem inženjerskih radova na tankeru Maumee sve do 23. listopada 1916. godine i svečanosti njegova porinuća. U travnju 1917. godine, SAD objavljuje rat Njemačkoj, a Nimitz preuzima vodstvo nad već spomenutim tankerom čija je zadaća bila opskrba gorivom prve eskadrile razarača prilikom prelaska Atlantika.
Već u kolovozu iste godine, Nimitz postaje pomoćnik admiralu Samuelu S. Robisonu, tada zapovjedniku cijele podmorničke flote na Atlantiku. U veljači 1918. godine, dobitnik je odličja za istaknutu službu i krajem listopada dobiva novo zaduženje, postaje član vijeća za dizajniranje podmornica.

### Između dva rata
Od svibnja 1919. do lipnja 1920. godine, služio je na bojnom brodu USS South Carolina, a nedugo zatim preuzima zapovjedništvo nad krstaricom Chicago i 14. podmorničkom divizijom, stacioniranoj u luci Pearl Harbor. Povratkom na kopno, Nimitz, tijekom ljeta 1922. godine, pohađa Mornaričko ratno sveučilište u Rhode Islandu. Godinu dana kasnije postaje pomoćnik zapovjedniku ratne flote, a zatim i pomoćnik vrhovnom zapovjedniku Američke ratne mornarice.
U kolovozu 1926. godine posjećuje Sveučilište Kalifornija u Berkeleyu kako bi osnovao prvu jedinicu za obuku mornaričkih časnika. U jednoj nezgodi, prilikom pregleda motora, Nimitz je izgubio dio prsta, ali ga je od teže ozljede spasio prsten koji je zaglavio zupce. U lipnju 1929. godine preuzima vodstvo nad 20. podmorničkom divizijom, a dvije godine kasnije i vodstvo nad razaračem Rigel.
U listopadu 1933. godine preuzima krstaricu Augusuta i kreće na Daleki istok gdje će Augusta predvoditi azijsku flotu. U travnju 1935. godine, Nimitz se vraća u SAD gdje ostaje tri godine i postaje pomoćnik zapovjedniku Navigacijskog ureda Američke ratne mornaricea, a u jesen 1938. godine preuzima 1. diviziju ratnog brodovlja. Dana 15. lipnja 1939. godine postavljen je na mjesto zapovjednika Navigacijskog ureda Američke ratne mornarice.

### Drugi svjetski rat
Deset dana nakon japanskog napada na Pearl Harbor, izabran je, s činom admirala, za vrhovnog zapovjednika Tihooceanske flote Američke ratne mornarice. Dužnost je preuzeo na svečanosti održanoj na palubi podmornice USS Grayling. U normalnim okolnostima takva bi se svečanost održala na jednom od brodova međutim gotovo svi brodovi u luci Pearl Harbor bili su ili potopljeni ili teško oštećeni prilikom napada 7. prosinca. U trenutku preuzimanja zapovjedništva, Nimitz se našao u kritičnoj situaciji iz razloga što mu je većina flote bila uništena, ali ubrzo organizira svoje snage i, praćen američkom industrijom, uspijeva nadoknaditi većinu gubitaka u opremi i krenuti u zaustavljanje japanskih snaga.
Dana 24. ožujka 1942. godine novooformljeno vijeće vrhovnog zapovjedništva SAD-a i Velike Britanije donijelo je odluku kako je bojište na Pacifiku, odnosno Tihom oceanu, isključivo odgovornost Amerikanaca. Šest dana kasnije, vojne službe SAD-a dijele bojište na Tihom oceanu u tri zone: zona Pacifičkih prostranstava, Jugozapadni Pacifik (pod zapovjedništvom generala Douglasa MacArthura) i Jugoistočni Pacifik, a Nimitz dobiva nadležnost nad svim savezničkim snagama (kopno, more, zrak) u zoni Pacifičkih prostranstava.
Kako se povećavao broj u ljudstvu, opremi i brodovlju, Nimitz je bio spreman krenuti u napad i donijeti pobjedu u bitki kod Midwaya, bitki u Koraljnom moru te na Salomonskim otocima. Službenim dopisom Kongresa, potvrđen 14. prosinca 1944. godine, Nimitz je promaknut u čin admirala flote (najviši čin u Američkoj ratnoj mornarici) i već ga sutradan odlikuje američki predsjednik Roosevelt. Nimitz je službenu zakletvu izrekao 19. prosinca 1944. godine.
U završnom razdoblju rata, Nimitz naređuje napad na Marijansko otočje i nanosi velike gubitke japanskoj mornarici i zauzima Saipan, Guam i Tinian. Njegove borbene jedinice odnose pobjedu i kod Karolinskog otočja gdje su uspješno odsjekle sve opskrbne putove i tako izolirale neprijatelja. Povijesnu pobjedu odnosi 26. listopada 1944. godine nakon trodnevnih borbi u zaljevu Leyte. Svoju stopu uspješnosti nastavlja i iskrcavanjem na otoke Iwo Jima i Okinawu gdje se, njihovim zauzimanjem, približio matičnom području Japana. Nimitz je proveo operaciju i sa zračnim snagama gdje je iskoristio teške bombardere B-29 kako bi iz zraka minirao obalna područja i tako nanio masovne gubitke japanskoj logistiki.
Nimitz zatim seli svoj stožer iz Pearl Harbora na otok Guam gdje će i ostati do kraja rata. U zaljevu Tokyo, na bojnom brodu Missouri, 2. rujna 1945. godine, Nimitz za savezničke snage potpisuje dokument o bezuvjetnoj predaji Japanskog Carstva što u konačnici znači i kraj Drugog svjetskog rata. Mjesec dana kasnije, na svečanosti u Washingtonu, Nimitzu je dodijeljena nekolicina odličja za iznimno izvršavanje dužnosti vrhovnog zapovjednika Tihooceanske flote i zone Pacifičkih prostranstava tijekom razdoblja od lipnja 1944. do kolovoza 1945. godine.

### Poslijeratne godine
Američki senat potvrđuje Nimitzovu kandidaturu za vrhovnog zapovjednika pomorskih operacija gdje u prosincu 1945. godine nasljeđuje admirala flote Ernesta J. Kinga. Međutim, na toj se poziciji zadržao svega dvije godine jer je smatrao zadatak smanjenja tada najjače mornarice u svijetu izuzetno teškim, a i pokazao je neke nesuglasice s politikom tadašnje vlade. U isto vrijeme podupire ideju kapetana Hymana G. Rickovera da se krene u izgradnju Nautilusa, prve podmornice na nuklearni pogon.
Kako je kasnije i zabilježeno u samom Nimitzovu muzeju, vjerojatno najveća Nimitzova ostavština kao vrhovnog zapovjednika pomorskih operacija jest potpora kapetanu Rickoveru da se podmornice prebace s dizelskog na nuklearni pogon. Tijekom Nürnberškog procesa i suđenja admiralu Dönitzu, Nimitz je dao izjavu potpore neograničenom podmorničkom ratovanju, praksi koju je i on provodio tijekom rata na Pacifiku. Takva izjava imala je veliku važnost kao dokazni materijal i vjerojatno je jedan od razloga zašto je Dönitz dobio samo deset godina zatvora.
Dana 15. prosinca 1947. godine Nimitz napušta mjesto vrhovnog zapovjednika pomorskih operacija, odlazi u mirovinu i dobiva treće od četiri odlikovanja Američke ratne mornarice za istaknutu službu. Kako je čin admirala flote doživotna obveza, Nimitz je ostao u aktivnoj službi sve do kraja života s punom plaćom i svim povlasticama. Zajedno sa ženom seli u Berkeley u Kaliforniju, ali nakon opasnog pada 1964. godine sele na otok Yerba Buena, gdje se ujedno nalazi i mornaričko sjedište. Tijekom mirovine radio je na poboljšanju međudržavnih odnosa s Japanom i na obnovi jednog dijela njihove mornarice te je bio i namjesnik na Sveučilištu Kalifornija u Oaklandu od 1948. do 1956. godine.

## Privatni život i smrt
Oženio je Catherine Vance Freeman 9. ožujka 1913. godine u saveznoj državi Massachusetts te su imali četvero djece. Jedino je Chester Nimitz, Jr. krenuo očevim stopama i sudjelovao u Drugom svjetskom ratu te Korejskom ratu. Do kraja karijere dosegao je čin kontraadmirala Američke ratne mornarice. Potkraj 1965. godine, Nimitz je doživio moždani udar, uz dodatne komplikacije uzrokovane upalom pluća. U siječnju 1966. godine napušta vojnu bolnicu u Oaklandu i vraća se kući, ali već mjesec dana kasnije umire. Dana 24. veljače, pokopan je uz sve vojne počasti na groblju Golden Gate National Cemetery u San Brunu, Kalifornija.

## Vanjske poveznice
- Biografija Arhivirana inačica izvorne stranice od 25. siječnja 2012. (Wayback Machine), Naval Historical Center, Department of the Navy. Preuzeto 10. svibnja 2007.
- Nacionalni muzej rata na Pacifiku
- Udruženje USS Nimitz
- Nosači zrakoplova klase Nimitz